# Maurice Patin
Pour les articles homonymes, voir Patin.
Maurice Patin, né le 4 décembre 1895 à Aix-en-Provence et mort le 22 décembre 1962, est un magistrat français, membre du Conseil constitutionnel de 1959 à 1962.

## Biographie
Docteur en droit, Maurice Patin fait toute sa carrière dans la magistrature, jusqu'à la présidence de la Chambre criminelle à la Cour de cassation.
Ancien combattant, blessé grièvement lors de la Première Guerre mondiale, il participe à la Résistance et se retrouve, à la Libération, en contact fréquent avec le général de Gaulle à qui il est chargé de présenter les dossiers de demande de grâce en sa qualité de directeur des affaires criminelles et des grâces entre 1944 et 1946,.
Il occupe ensuite les fonctions de président de la Commission de sauvegarde des droits et libertés individuels, puis de président du Haut Tribunal militaire, dans le contexte de la guerre d'Algérie.

## Décorations
- Commandeur de la Légion d'honneur[4]
- Grand-croix de la Légion d'honneur[5]

## Publications
- Délits et sanctions dans les sociétés par actions, Paris, Sirey, 1938
- La Légalité républicaine et la répression de l'infanticide, Paris, Sirey, 1947
- Du sursis et des circonstances atténuantes, Paris, Sirey, 1947
- Législation pénale en matière commerciale (col. avec Paul Caujolle), Paris, PUF, 1949
- Droit pénal général et législation pénale appliquée aux affaires, Paris, PUF, 1961